# Minnesota Lynx 2014
La stagione 2014 delle Minnesota Lynx fu la 16ª nella WNBA per la franchigia.
Le Minnesota Lynx arrivarono seconde nella Western Conference con un record di 25-9. Nei play-off vinsero la semifinale di conference con le San Antonio Stars (2-0), perdendo poi la finale di conference con le Phoenix Mercury (2-1).

## Roster
| N° | Naz.                   | Ruolo | Sportivo         | Anno | Alt. | Peso |
| -- | ---------------------- | ----- | ---------------- | ---- | ---- | ---- |
| 00 | Stati Uniti (bandiera) | G     | Lindsey Moore    | 1991 | 173  | 69   |
| 3  | Stati Uniti (bandiera) | G     | Nadirah McKenith | 1991 | 170  | 70   |
| 4  | Stati Uniti (bandiera) | C     | Janel McCarville | 1982 | 188  | 93   |
| 5  | Stati Uniti (bandiera) | G     | Tan White        | 1982 | 170  | 70   |
| 13 | Stati Uniti (bandiera) | G     | Lindsay Whalen   | 1982 | 175  | 68   |
| 14 | Stati Uniti (bandiera) | A     | Devereaux Peters | 1989 | 188  | 77   |
| 20 | Stati Uniti (bandiera) | A     | Tricia Liston    | 1992 | 183  | 82   |
| 22 | Stati Uniti (bandiera) | G     | Monica Wright    | 1988 | 180  | 81   |
| 23 | Stati Uniti (bandiera) | A     | Maya Moore       | 1989 | 183  | 79   |
| 31 | Stati Uniti (bandiera) | A     | Asia Taylor      | 1991 | 185  | 75   |
| 32 | Stati Uniti (bandiera) | A     | Rebekkah Brunson | 1981 | 191  | 79   |
| 33 | Stati Uniti (bandiera) | G     | Seimone Augustus | 1984 | 183  | 81   |
| 34 | Brasile (bandiera)     | A     | Damiris          | 1992 | 193  | 86   |

## Staff tecnico
- Allenatore: Cheryl Reeve
- Vice-allenatori: Jim Petersen, Shelley Patterson
- Preparatore atletico: Chuck Barta
- Assistente preparatore atletico: Keith Uzpen